# كلاوديو دوارتي
كلاوديو دوارتي (بالبرتغالية: Cláudio Duarte‏) هو لاعب كرة قدم ومدرب كرة قدم برازيلي في مركز الدفاع، ولد في 15 مارس 1950 في São Jerônimo ‏ في البرازيل. لعب مع نادي إنترناسيونال.

## وصلات خارجية
- كلاوديو دوارتي على موقع Soccerway.com (الإنجليزية)